# Српска средњевековна књижевност
Српска стара књижевност обухвата средњовековни и рани нововековни период у историји српске књижевности.
Почеци средњовековне српске књижевности могу се пратити почевши од раног периода, између 9. до 12. века, када се на подручјима тадашњих српских земаља (унутрашња Србија са Босном, Дукљом, Травунијом, Конавлима, Захумљем и Неретљанском кнежевином) јављају глагољичка и ћириличка писменост. О траговима те ране српске писмености сведоче првенствено натписи, као и посредна сведочанства о ширењу књижевних дела која су проистекла из делатности светих Ћирила и Методија и њихових ученика.
Неки од ретких сачуваних рукописа из тог доба су: Маријинско јеванђеље, Савина књига, Минхенски јеванђелистар, Асеманијево јеванђеље, Остромирово јеванђеље, Синајски псалтир, Кијевски мисал, Бојанско јеванђеље као и бројни апокрифни списи.
Рани књижевни рад се претежно састојао у преписивању раније преведених обредних књига (Јеванђеља, Дела апостолских, Псалтира, и др.) или дела која су служила као нека врста помоћне обредне књижевности (црквене беседе, житија светаца, и сл.). Како је, добар део тих књижевних споменика, нарочито оних из X и XI века, био писан глагољицом, коју ће током овог временског периода потпуно истиснути спретнија ћирилица, та промена азбуке допринела је губљењу многих од тих списа најстарије српске писмености и књижевности. Најзначајније оригинално дело из тог је свакако познати Летопис попа Дукљанина, који је настао негде у другој половини XII века. Житије кнеза Владимира зетског, настало је могуће још у првој половини XI века као светачко житије, сачувано је више као усмено предање. Из завршног дела ове временски етапе развоја старе српске писмености, сачувано је познато Мирослављево јеванђеље, које има свој изузетни значај не само као један од најстаријих споменика старо-српског језика, већ и као ремек-дело српске калиграфске и сликарске уметности.
Огромну улогу за развој српске средњовековне књижевности у то време имао је манастир Хиландар. Откако је 1199. Стефан Немања подигао ову своју славну задужбину, а његов син Свети Сава написао у њему своја прва књижевна дела, Хиландар је кроз цео средњи век био главно средиште целокупне српске културе. Поред Хиландара, на целој територији старе српске државе обновљен је, такође, велики број манастира, какви су Студеница, Жича, Милешева, Грачаница, Дечани, и др. које су као своје задужбине подизали поједини владари из династије Немањића, и који су били исто тако значајна средишта књижевног и културног рада.
Књижевност средњовековног доба сводила се на преписивачку делатност у манастирима. Из тог доба највећи број сачуваних рукописа чуван је у Народној библиотеци Србије и уништен је у  аустријском бомбардовању 1914, и поново у нацистичком бомбардовању у Априлском рату 1941. године. Током тих разарања бројни рукописи су украдени и илегалним путевима су стигли до многих приватних и државних колекција широм света.
Након пропадања средњовековне српске државе, које је настало после смрти цара Душана, настао је привремени застој у развоју српске средњовековне књижевности. Али већ првих година XV века, деспот Стефан Лазаревић, настављајући традицију немањићких владара, подиже низ манастира, од којих је његова главна задужбина, манастир Манасија, постати центар ондашње српске писмености, књижевности и уметности. У Манасији је у то време основана посебна школа за реформу правописа у смислу враћања на узоре из класичне старине.
После смрти деспота Стефана Лазаревића, доласком на престо његовог сестрића Ђурђа Бранковића, српска средњовековна држава улази у најбурнији период свога стваралаштва. Са пропашћу његове и других средњовековних српских држава у Босни и на Приморју успорен је даљи развој српске књижевности.

## Црквена књижевност
Најзначајнија дела црквене књижевности:
- Мирослављево јеванђеље
- Вуканово јеванђеље
- Шишатовачки апостол
- Никољско јеванђеље
- Јаков Серски
- Монахиња Јефимија
- Инок Исаија
- Доментијан
- Дијак Владислав
- Ходошки зборник
- Служба Ахилију Лариском
- Србљак
- Маријинско јеванђеље
- Асеманијево јеванђеље
- Зографско јеванђеље
- Синајски псалтир
- Синајски молитвеник
- Кијевски мисал
- Винодолски законик
- Асеманијево јеванђеље
- Бојански палимпсест
- Минхенски јеванђелистар
- Хиландарски листићи
- Братков минеј
- Зборник попа Драгоља
- Летопис попа Дукљанина
- Минхенски псалтир
- Остромирово јеванђеље
- Савина књига
- Чедадско четворојеванђеље
- Јањинска хроника
- Грачаничка повеља
- Дечанска хрисовуља
- Светостефанска хрисовуља
- Светоарханђеловска хрисовуља
- Супрасаљски зборник
- Енински апостол
- Вруточко четворојеванђеље
- Даничићево четворојеванђеље
- Раваничка повеља
- Хиландарска повеља Стефана Немање
- Хиландарска повеља Стефана Немањића
- Законоправило
- Битољски триод
- Добромирово јеванђеље
- Охридски апостол
- Шафариков триод
- Болоњски псалтир
- Добрејшово јеванђеље
- Радомирово јеванђеље
- Дечански псалтир
- Карпинско јеванђеље
- Београдски паримејник
- Карејски типик
- Хиландарски типик
- Студенички типик
- Цетињски летопис
- Горички зборник
- Радослављево јеванђеље
- Хвалов зборник
- Дивошево јеванђеље
- Сврљишки одломци јеванђеља
- Чајничко јеванђеље
- Довољско четворојеванђеље‎
- Манојлово четворојеванђеље‎
- Копитарево четворојеванђеље‎
- Јеванђеље Николе Стањевића
- Шишатовачки апостол
- Четворојеванђеље манастира Слепче

## Поезија и драма
- Проглас светог јеванђеља
- Слово Љубве
- Похвала кнезу Лазару
- Ерлангнески рукопис
- Туга за младенцем Угљешом
- Стихови Раванчанина I
- Стихови Раванчанина II
- Димитрије Кантакузин

## Романи и приповетке
Најзначајнија дела световне књижевности:
- Тројански рат
- Роман о Александру Великом
- Езопов живот
- Александрида
- Роман о Троји
- Прича о Соломону
- Прича о Теофани крчмарици
- Варлаам и Јоасаф

Уз духовне, јавили су се и световни жанрови, приповетка и роман. Код нас је био преведен велики број приповедака источњачког и византијског порекла: Царица Теофана, Премудри Алкир, Еладије, Врач и др.; затим духовни, морално-поучни роман Варлаам и Јоасаф, чије је порекло индијско а до нас је допро преко Византије, са христијанизованом легендом о Буди и основи; потом роман о животињама Стефанит и Ихнилат, такође индијског порекла, из староиндијске књиге Панчатантра, добијен посредством Арапа и Византије; легендарне повести с темама из античке историје Роман о Троји и Роман о Александру. До нас су допрли, иако нису сачувани у наши изворима, и западни витешки романи: Тристан и Изолда, Бово од Антоне, Ланселот. Романи су се преко наших превода ширили даље на исток, у Русију, а српска варијанта Александриде доспела је чак у Грузију. Међутим, ма колико да су та дела била радо читана у нашој средини, ма колико да су имала одјека у нашој старој књижевности и оставила трагова у усменом стваралаштву, нарочито најомиљеније од њих, Роман о Александру, она нису имала већег утицаја на изворну књижевност, нису покренула стварање домаћих романа и приповедака. Наша оригинална књижевност у средњем веку нема белетристичке прозе а једва да има и поезије изван религиозног култа; естетска димензија у њој јавља се више као узгредни резултат него као основна одредница књижевног стварања.
На прелазу између белетристике и учене прозе стоји Физиолог, једна од најомиљенијих књига средњег века, присутна у свим књижевностима Истока и Запада. Физиолог је нека врста средњовековне зоологије, "животињски еп, како су га неки називали, који садржи алегоријско-моралистичке описе разних животиња, стварних и фабулозних, дате питорескним стилом пуним фантастике и симболичних слика. Књига представља ризницу митско-бестијаријских симбола, који чине један од главних састојака средњовековног књижевног и уметничког израза. О њеној распрострањености и омиљености у нашој средини говори не само велик број сачуваних рукописа него и присутност појединих њених симбола у старој књижевности, сликарству и пластичним уметностима.
Значајно место у преводној литератури заузимају учена дела. По тврдњи Павла Поповића, "све науке које су цветале у византијској и старохришћанској области — догматика, полемика, егзегеза, мистика, духовно беседништво, граматика, земљопис, историја, право, филозофија итд. — сусрећу се у нашој средњовековној књижевности, и у њој су заступљене великим бројем дела". По распрострањености и јачини утицаја на домаће књижевно стварање и на формирање средњовековног погледа на свет издваја се рановизантијска патристика, духовно беседништво 4. века, затим долази богословска књижевност и разни морални списи, а од световних жанрова треба истаћи богату историографску литературу, преводе дела византијских хроничара Амартола, Зонаре, Манаса и др., правничка дела итд. Преко тих превода у нашу књижевност средњег века ушле су, поред хришћанске мисли и теологије, и велике тековине античке цивилизације, а пре свега реторика и филозофија, без чијег се разумевања не може схватити ни оригинално књижевно стварање.
Античка филозофска мисао у ранохришћанској и византијској рецепцији била је доступна и нашем читаоцу, који је, као што сачувани рукописи показују, могао читати о првобитном хаосу и елементима, простору и времену, телу и души, сазнати шта су о том и другим питањима мислили велики антички филозофи. Он се могао упознати с највећим филозофским школама старог века, и тако у свој религиозни поглед и израз унети богате али расуте комадиће античке филозофске традиције. Филозофија је била у служби теологије, али се ни теологија није могла замислити без филозофије. Како је цела средњовековна књижевност израсла на теолошкој основи, то је и филозофија постала њен обавезни и неодвојиви део. Сви књижевни родови, од слова и житија до религиозне химне, били су прожети филозофијом.

## Хагиографије
- Живот светога Ђорђа
- Живот светога Павла Кесаријског
- Житије краља Владимира
- Пролошко житије Светог Симеона
- Житије Светог Симеона од Светог Саве
- Житије Светог Симеона од Стефана Првовенчаног
- Житије Светог Симеона од Доментијана
- Пролошко житије Светог Саве
- Житије Светог Саве од Доментијана
- Житије Светог Саве од Теодосија
- Житије деспота Стефана Лазаревића
- Житије Стефана Дечанског
- Живот светог Алексија
- Живот цара Уроша
- Данилов зборник

## Биографи
- Стефан Немања
- Свети Сава
- Стефан Првовенчани
- Доментијан
- Теодосије
- Архиепископ Данило II
- Григорије Цамблак
- Константин Филозоф

Док су апокрифи настали као антитеза службено посвећеним или канонским списима Старог и Новог завета, житија светаца или хагиографије непосредно се надовезују на новозаветне књиге те представљају продужетак библијске "историје". Заснована на хришћанској филозофији живота, тенденциозна и дидактична по својој намени, житија светаца, упркос томе, највише подсећају на белетристичке жанрове, приповетку и роман, те су и због тога била популарна код најширих читалачких слојева. Свеци различитих судбина, свеци ратници попут Ђорђа Кападокијског, свеци пустињаци као Антоније египатски, свеци просјаци какав је Алексије божји човек, свеци грешници, који су се покајали слично Павлу Кесаријском или Марији Египћанки, — важили су кроз векове као узорни ликови, витезови хришћанске врлине, чији су подвизи распаљивали машту младих читалаца и изазивали жељу за опонашањем. Случајевима Светог Саве, с почетка старе, и Доситеја Обрадовића, с почетка нове српске књижевности, речито говоре о тој опојности житија, којој се може наћи пандан само у витешким романима на Западу. У словенским литературама средњег века житија заузимају посебно место не само због омиљености код читалаца него и због утицаја који су вршили на домаће књижевно стварање. Нарочито је тај утицај био плодоносан у српској књижевности, у којој на хагиографској основи настаје најважнији домаћи књижевни жанр, "биографије" владара и црквених поглавара...

## Историјски списи
- Хронике
- Хронографи
- Летописи
- Родослови

## Извори и литература
Извори
- Богдановић, Димитрије, ур. (1988). Теодосије: Житија (PDF). Београд: Просвета; Српска књижевна задруга. Архивирано из оригинала 24. 07. 2021. г. Приступљено 30. 01. 2025.
- Даничић, Ђура, ур. (1865). Животи Светога Симеуна и Светога Саве, написао Доментијан. Београд: Државна штампарија.
- Даничић, Ђура, ур. (1866). Животи краљева и архиепископа српских, написао архиепископ Данило и други. Загреб: Штампарија Светозара Галца.
- Мак Данијел, Гордон, ур. (1989). Данилови настављачи: Данилов Ученик, други настављачи Даниловог зборника (PDF). Београд: Просвета; Српска књижевна задруга. Архивирано из оригинала 30. 01. 2025. г. Приступљено 30. 01. 2025.
- Мак Данијел, Гордон; Петровић, Дамњан, ур. (1988). Данило Други: Животи краљева и архиепископа српских: Службе (PDF). Београд: Просвета; Српска књижевна задруга. Архивирано из оригинала 20. 01. 2025. г. Приступљено 30. 01. 2025.
- Маринковић, Радмила, ур. (1988). Доментијан: Живот Светога Саве и Живот Светога Симеона (PDF). Београд: Просвета; Српска књижевна задруга. Архивирано из оригинала 27. 06. 2023. г. Приступљено 30. 01. 2025.
- Мирковић, Лазар; Радојчић, Никола, ур. (1935). Архиепископ Данило: Животи краљева и архиепископа српских (PDF). Београд: Српска књижевна задруга. Архивирано из оригинала 30. 01. 2025. г. Приступљено 30. 01. 2025.

Литература
- Богдановић, Димитрије (1980). Историја старе српске књижевности (PDF). Београд: Српска књижевна задруга. Архивирано из оригинала 28. 06. 2023. г. Приступљено 19. 02. 2025.
- Богдановић, Димитрије (1982). „Српска књижевност после Косова”. Историја српског народа. књ. 2. Београд: Српска књижевна задруга. стр. 128—143.
- Богдановић, Димитрије (1982). „Нова средишта књижевне делатности”. Историја српског народа. књ. 2. Београд: Српска књижевна задруга. стр. 330—342.
- Богдановић, Димитрије (1982). „Српска књижевност између традиције и хронике свога времена”. Историја српског народа. књ. 2. Београд: Српска књижевна задруга. стр. 491—503.
- Пантић, Мирослав (1982). „Усмено песништво”. Историја српског народа. књ. 2. Београд: Српска књижевна задруга. стр. 504—518.
- Пантић, Мирослав (1993). „Књижевност на тлу Црне Горе и Боке Которске”. Историја српског народа. књ. 3, св. 2. Београд: Српска књижевна задруга. стр. 135—255.
- Пантић, Мирослав (1993). „Народна или усмена књижевност”. Историја српског народа. књ. 3, св. 2. Београд: Српска књижевна задруга. стр. 256—326.
- Пантић, Мирослав (1986). „Народно (усмено) песништво”. Историја српског народа. књ. 4, св. 2. Београд: Српска књижевна задруга. стр. 107—164.
- Слијепчевић, Ђоко М. (1933). „Пајсије, архиепископ пећски и патријарх српски као јерарх и књижевни радник” (PDF). Богословље. 8 (2): 123—144.[мртва веза]
- Слијепчевић, Ђоко М. (1933). „Пајсије, архиепископ пећски и патријарх српски као јерарх и књижевни радник” (PDF). Богословље. 8 (3): 241—283. Архивирано из оригинала (PDF) 03. 05. 2019. г. Приступљено 03. 05. 2019.
- Трифуновић, Ђорђе (1975). Примери из старе српске књижевности: Од Григорија дијака до Гаврила Стефановића Венцловића. Београд: Слово љубве.
- Трифуновић, Ђорђе (1990) [1974]. Азбучник српских средњовековних књижевних појмова (2. изд.). Београд: Нолит.
- Трифуновић, Ђорђе (1994). Стара српска књижевност: Основе (1. изд.). Београд: Филип Вишњић.
- Трифуновић, Ђорђе (2001). Ка почецима српске писмености. Београд: Откровење.